# Karima Delli
Karima Delli (Roubaix, 4 de març de 1979) és una política francesa. Militant d'Europa Ecologia-Els Verds, a ser escollida eurodiputada en les eleccions europees de 2009. Nascuda de pares algerians, va créixer en condicions pobres a Tourcoing com a novena filla. Va obtenir un Diploma d'Estudis Avançats en ciències polítiques per l'Institut d'études politiques de Lille. Durant aquest període, va conèixer la senadora Marie-Christine Blandin, de qui es va convertir en assistent parlamentari.